# Anti von Klewitz
Anti von Klewitz ist eine deutsche Eastern-Geigerin und Sängerin.

## Leben
Nach ihrem Geigen-Studium, das sie unter anderem in Zagreb absolvierte, versuchte Anti von Klewitz sich einige Zeit als Straßenmusikerin. Zu dieser Zeit spielte sie vorwiegend osteuropäische Folklore. International war sie mit dem Trio Nomad unterwegs. Später wurde sie Mitglied in verschiedenen Formationen und Bands, unter anderem bei der Gruppe „Hora Colora“, mit der sie 1996 den Folk-Förderpreis Rudolstadt gewann. Sie schrieb überdies verschiedene eigene Musikstücke und arrangierte beispielsweise das ungarische Stück Amari Szi in vielen verschiedenen Variationen. Zusammen mit der Gruppe bal cannibals, ehemals Klewitzki, tritt sie überwiegend in Deutschland und Holland auf. Außerdem hat sie aus der ehemaligen Band Hora Colora das „Hora Colora Projekt“ entwickelt. Mit dem Musiker Sander Hoving, welcher auch Mitglied in anderen Gruppen, Projekten und Bands ist, an denen Anti von Klewitz sich beteiligt, spielt sie außerdem in einem Duo namens Botschanot.
Sie ist die Schwester von Andreas und Jan von Klewitz.

## CDs (Auswahl)
- Hora Colora – Tales of Bears and bears - 1997
- Hora Colora – Balcancan
- Anti von Klewitz – Eastern Komfort (CD zum Tod ihrer Schwester Ulrike von Klewitz)
- Csokolom – Ludo Luda (Fools Fancy)
- Csokolom – May I Kiss Your Hand
- Csokolom – Dog Daze
- Klewitzki – Za Strange
- bal cannibals – With a pure heart